# امیرآباد (ورزقان)
امیرآباد یکی از روستاهای استان آذربایجان شرقی است که در دهستان ازومدل شمالی بخش مرکزی شهرستان ورزقان واقع شده‌است.
این روستا در پنج کیلومتری شهرستان ورزقان واقع شده است، که در همسایگی روستاهای صومعه دل، کرویق واقع شده است.